# Raymond Legrand
Raymond Legrand (* 23. Mai 1908 in Paris; † 25. November 1974 in Nanterre) war ein französischer Orchesterleiter, Arrangeur und Komponist.

## Karriere
Legrand war ein Schüler von Gabriel Fauré am Nationalkonservatorium in Paris. Er war einige Jahre in den USA bei Paul Whiteman und arbeitete danach als Arrangeur für das Orchester von Ray Ventura (und andere Orchester), bevor er während der deutschen Besatzung ein eigenes Orchester gründete, das vielfach aus Musikern aus dem ehemaligen Orchester von Ray Ventura bestand (der emigrieren musste). Sängerin darin war seine Ehefrau Irène de Trébert,  (Mademoiselle Swing). Er kollaborierte teilweise mit der deutschen Besatzung, was ihm aber nach dem Krieg nicht permanent schadete. Später begleitete er unter anderem  Maurice Chevalier, Georges Guétary, Édith Piaf, Colette Renard (die er ebenfalls heiratete, sie war vorher seine Sekretärin), Fernandel, den Soeurs Étienne und Tino Rossi. Er schrieb zahlreiche Filmmusiken wie für Mademoiselle Swing von Richard Pottier (1942). 1948 wurde er künstlerischer Leiter von Decca.
Er war auch Saxophonist.

## Privatleben
Er heiratete 1929 die Schwester Marcelle Der Mikaëlian des Orchesterleiters Jacques Hélian. Sie hatten die gemeinsamen Kinder Christiane Legrand von den Swingle Singers und Michel Legrand, selbst ein bekannter Orchesterleiter und Komponist. Er heiratete noch mehrmals. Weitere Kinder sind  der Schriftsteller Benjamin Legrand und der Maler Olivier Legrand.

## Filmografie
- 1947: Der unbekannte Sänger (Le chanteur inconnu)
- 1947: Blick ins Dunkel (Vertiges)
- 1948: Morgen beginnt das Abenteuer (L'aventure commence demain)
- 1950: Klagt mich an! (Meurtres)
- 1950: Schwurgericht (Justice est faite)
- 1952: Wir sind alle Mörder (Nous sommes tous des assassins)
- 1953: Staatsfeind Nr. 1 (L'ennemi public n° 1)
- 1953: Meine Frau betrügt mich (Carnaval)
- 1953: Der Bäcker von Valorgue (Le boulanger de Valorgue)
- 1953: Gefährtinnen der Nacht; aka: Die Mädchen der Rue d'Amour (Les compagnes de la nuit)
- 1954: Feuriges Blut, wilde Leidenschaft (Sang et lumières)